# البطولة الوطنية المجرية 1924–25
البطولة الوطنية المجرية 1924–25 (بالمجرية: 1924–1925-ös magyar labdarúgó-bajnokság)‏ هو الموسم 22 من  البطولة الوطنية المجرية. أشرف على تنظيمه اتحاد المجر لكرة القدم، وكان عدد الأندية المشاركة فيه  12، وفاز فيه نادي بودابست.